# Xiuladora de gorja rosada
La xiuladora de gorja rosada (Pachycephala rufogularis) és una espècie d'ocell de la família dels paquicefàlids (Pachycephalidae) que habita zones àrides del sud-est d'Austràlia Meridional i zones limítrofes del sud-oest de Nova Gal·les del Sud i nord-oest de Victòria.